# Hirondelle du désert

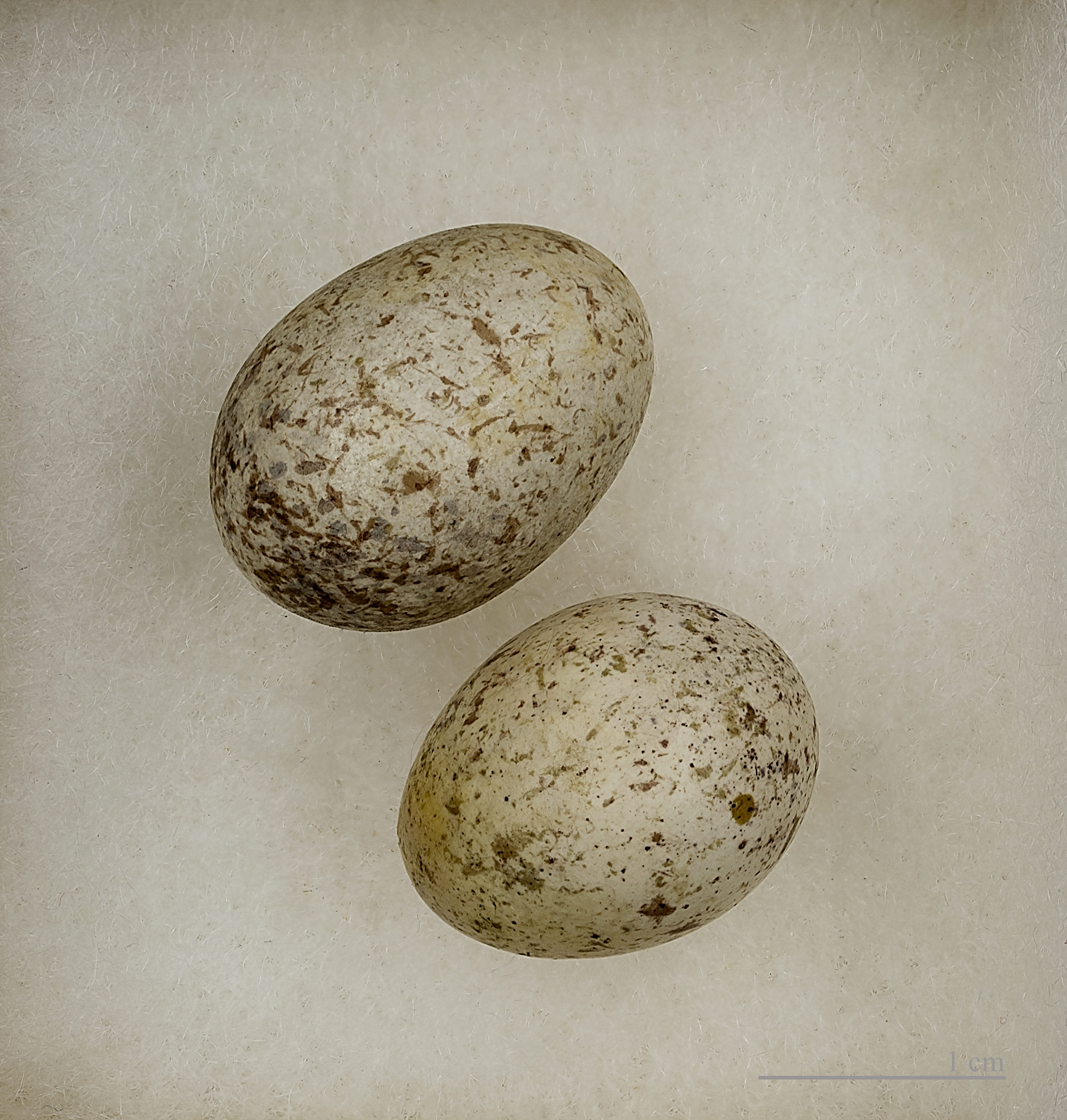
Œufs d'Hirondelle du désert - Muséum de Toulouse

Ptyonoprogne obsoleta
Espèce
Répartition géographique
Synonymes
- Cotyle obsoleta (Protonyme)
- Hirundo obsoleta

Statut de conservation UICN

 LC  : Préoccupation mineure
L'Hirondelle du désert (Ptyonoprogne obsoleta) est une espèce de petits passereaux de la famille des Hirundinidae qui réside en Afrique du Nord et en Asie de l'Ouest jusqu'au Pakistan.

## Description
Elle mesure de 12 à 13 cm de longueur, avec un plumage principalement brun, des tons plus pâles sur le haut de la poitrine et les tectrices sous les ailes et avec des «fenêtres» blanches sur la queue déployée en vol. Les deux sexes sont semblables en apparence, mais les jeunes ont des franges pâles aux parties supérieures et sur les rémiges. Autrefois on la considérait comme une sous-espèce de l'Hirondelle isabelline, répandue dans l'Afrique centrale et australe, mais l'Hirondelle désert est plus petite et plus pâle, avec une gorge plus blanche.

## Répartition
Son aire s'étend à travers l'Afrique du Nord, le pourtour de la mer Rouge et le Moyen-Orient.

## Habitat
Cette espèce se reproduit principalement dans les montagnes, mais aussi à des altitudes inférieures, en particulier dans les zones rocheuses et autour des villes. Contrairement à la plupart des hirondelles, elle se trouve souvent loin de l'eau.

## Comportement
Elle se trouve souvent le long des falaises, où elle chasse les insectes volants, se servant d'un vol lent et souvent plané. Son cri est un gazouillement doux.

## Nidification
Le nid de cette hirondelle prend la forme d'un bol sur une surface horizontale ou d'un quart de sphère contre une paroi rocheuse verticale ou un mur. Elle construit le nid avec des boulettes de boue, le tapissant d'herbes ou de plumes, sur des sites naturels sous des surplombs de falaises, ou sur des structures artificielles comme des bâtiments et des ponts.

## Taxonomie
Les différentes formes de ce taxon étaient auparavant considérées comme des sous-espèces de l'Hirondelle isabelline (Ptyonoprogne fuligula).

## Sous-espèces
Cet oiseau est représenté par sept sous-espèces :
- Ptyonoprogne obsoleta arabica (Reichenow, 1905) ;
- Ptyonoprogne obsoleta buchanani (Hartert, 1921) ;
- Ptyonoprogne obsoleta obsoleta (Cabanis, 1850) ;
- Ptyonoprogne obsoleta pallida Hume, 1872 ;
- Ptyonoprogne obsoleta perpallida (Vaurie, 1951) ;
- Ptyonoprogne obsoleta presaharica (Vaurie, 1953) ;
- Ptyonoprogne obsoleta spatzi (Geyr von Schweppenburg, 1916).